# Idioma guanano
El idioma guanano es una lengua de la familia tucana hablada en la parte norte del estado del Amazonas, en Brasil, y en Vaupés, en Colombia, por el pueblo guanano.

## Fonología
El guanano tiene un total de veintidós segmentos fonológicos, seis vocales y dieciséis consonantes.

### Vocales
|        | Anteriores | Centrales | Posteriores |
| Altas  | i          | ɨ         | u           |
| Medias | e          |           | o           |
| Bajas  |            | a         |             |

### Consonantes
|                     | labiales | alveolares | palatales | velares | glotales |
| oclusivas sordas    | p        | t          | tʃ        | k       | ʔ        |
| oclusivas aspiradas | pʰ       | tʰ         |           | kʰ      |          |
| oclusivas sonoras   | b        | d          |           | g       |          |
| fricativas sordas   |          | s          |           |         | h        |
| aproximantes        | w        |            | j         |         |          |
| vibrante            |          | ɾ          |           |         |          |

La aproximante /j/ en sílabas acentuadas antes de vocal alta se realiza como la africana [dʒ] o como la dental palatalizada [dʲ]. La aproximante /w/ cuando precede una vocal anterior se realiza como fricativa [β]. La vibrante /ɾ/ cuando está después de vocal central o posterior y precede a vocal anterior se presenta como lateral [ɬ]. La palatal /tʃ/ al comienzo de la palabra antes de vocal alta se realiza aleatoriamente como aspirada [cʰ].

### Característica suprasegmentales
La nasalización es una característica suprasegmental del morfema y todas las vocales y las consonantes sonoras /b/, /d/, /j/, /g/, /w/, /ɾ/ se realizan como nasales [m], [n], [ŋ], [ɲ], [w̃], [ɾ̃]. También son suprasegmentales el tono y el acento, que interactúan en cada sílaba para formar el sistema de acento, de manera que cada palabra fonológica conforma un grupo de acento.